# 蔡多文
蔡多文（1951年—），男，湖南常德人，中华人民共和国军事人物、作家，中国人民解放军少将，曾任广东省军区政治委员，解放軍駐香港部隊副政委。 